# Мануил Попконстантинов
Мануил Попконстантинов (изписване до 1945 година: Мануилъ попъ Константиновъ) е български просветен деец, учител от Македония.

## Биография
Роден е в 1886 година в неврокопското село Скребатно, тогава в Османската империя. В учебната 1907/1908 година отваря първото българско светско училище в село Дорково, където е и първият и единствен учител в първата учебна година. След края на учебната година в 1908 година Попконстантинов напуска Дорково. Заминава да следва в Брюксел, където в 1911 година завършва право.
При избухването на Балканската война в 1912 година е доброволец в Македоно-одринското опълчение в четата на Стоян Мълчанков и нестроева рота на 14 воденска дружина.